# يان برادلي (أكاديمي)
يان برادلي (بالإنجليزية: Ian Bradley)‏ هو أكاديمي بريطاني، ولد في 28 مايو 1950 في Berkhamsted ‏ في المملكة المتحدة.